# 戈卡克法尔尔斯
戈卡克法尔尔斯（Gokak Falls），是印度卡纳塔克邦Belgaum县的一个城镇。总人口10042（2001年）。

## 人口
该地2001年总人口10042人，其中男性5117人，女性4925人；0—6岁人口1163人，其中男607人，女556人；识字率72.62%，其中男性为81.32%，女性为63.59%。